# Sukuyu'wera
Sukuyu'wera é uma entidade da mitologia dos povos nativos mawé. Ela seria o espírito protetor das águas, e senhora de todas as cobras.
Essa entidade é apresentada na religião saterê-mawé como um ser bom e misericordioso, que salvava náufragos de afogamento.
Sukuyu'wera é mostrada no livro "O caçador de histórias" como inimiga declarada e temida de todos os seguidores de Yurupari (como os demônios Anhangá), e "mãe" de personagens do folclore brasileiro como a Cobra-norato e a Maria-kaninana.